# Pissa (Burkina Faso)
Pour les articles homonymes, voir Pissa.
Pissa est une localité située dans le département de Ziga de la province du Sanmatenga dans la région Centre-Nord au Burkina Faso.

## Économie
L'agro-pastoralisme est l'activité principale de Pissa.

## Éducation et santé
Le centre de soins le plus proche de Pissa est le centre de santé et de promotion sociale (CSPS) de Ziga tandis que le centre hospitalier régional (CHR) se trouve à Kaya.
Le village possède un centre permanent d'alphabétisation et de formation (CPAF).